# Наталія Гінзбург
Наталія Леві, в шлюбі Гінзбург (Гінзберг), відома як Ната Леві (італ. Natalia Ginzburg, Nata Levi, 14 липня 1916, Палермо, Італія — 7 жовтня 1991, Рим, Італія) — італійська письменниця (романістка, драматургиня), акторка, активістка та політична діячка. Більшість її творів було перекладено англійською мовою та опубліковано у Великій Британії та США.

## Життєпис
Народилась 14 липня 1916 року в італійському місті Палермо в родині відомого гістолога єврейського походження Джузеппе Леві, родом з Трієсту, та італійки Лідії Танці з Мілану. Дитинство провела в Турині, де у Туринському університеті працював її батько. У родині Леві зростало двоє дочок та троє синів, яких виховували у атеїстичному дусі.

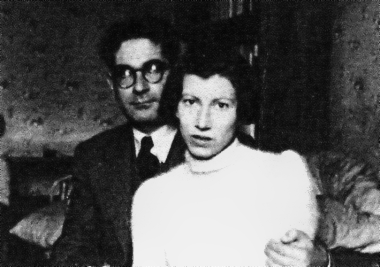
Леоне та Наталія Гінзбург

В 1938 році одружилася з літератором та видавцем родом з Одеси Леоне Гінзбургом. У шлюбі народила трьох дітей: Карло, який став відомим істориком та письменником, Андреа та Алессандру.
В 1940 році разом з чоловіком, який отримав внутрішнє заслання за політичні мотиви, переїхала в Абруццо, де залишилась до 1943 року. У лютому 1944 року після смерті чоловіка в тюрмі Реджина Козлі, повернулась до Турину.
У 1950 році Наталія Гінзбург одружилася з викладачем англійської мови Габріеле Бальдіні та переїхала до Риму. У другому шлюбі народила двох дітей: Сюзанну та Антоніо. У 1969 році чоловік помер.

## Кар'єра
Дебютувала Ната Леві в 1933 році розповіддю «Діти» (італ. I bambini), яка була опублікована у журналі «Solaria».
Перед початком Другої світової війни активно брала участь в антифашистському русі в Турині.
В 1942 році опублікувала під псевдонімом Алессандра Торнімпарте (італ. Alessandra Tornimparte) свій перший роман «Дорога до міста» (італ. La strada che va in città). В 1945 році роман був опублікований під справжнім ім'ям.
До закінчення війни працювала у видавництві «Ейнауді» (італ. Einaudi). У 1947 році її другий роман «Так усе й було» (італ. È stato così) був удостоєний літературної премії «Час» (італ. Tempo).
У 1952 році вийшов її найвідоміший роман «Всі наші вчорашні дні» (італ. Tutti i nostri ieri). У 1957 році вийшов роман «Валентино» (італ. Valentino) та повість «Стрілець» (італ. Sagittario), а у 1961 році роман «Вечірні голоси» (італ. Le voci della sera). У 1964 році Леві зіграла Марію з Віфанії у фільмі П'єра Паоло Пазоліні «Євангеліє від Матвія». У 1965 році вона написала комедійну п'єсу «Я одружилася з тобою для радості» (італ. Ti ho sposato per allegria), яка мала великий успіх у глядачів. Потім були написані ще 9 комедій, серед яких «Полуниця з вершками» (італ. Fragola e panna), «Секретарка» (італ. La segretaria), «Інтерв'ю» (італ. L’intervista).
У 1970 році вийшла її книга «Ніколи у мене не питай» (італ. Mai devi domandarmi). У 1970-ті вийшов роман «Дорогий Мікеле» (італ. Caro Michele), збірка розповідей та статей «Уявлене життя» (італ. Vita immaginaria), збірка з двох повістей «Родина» (італ. Famiglia).
Двічі (в 1983 та 1987 рр.) Наталія Гінзбург балотувалась до парламенту від Італійської комуністичної партії. Виступала за зниження цін на хліб, допомогу палестинським дітям, кримінальну відповідальність за насильство та за реформу законодавства з питань усиновлення. Тоді була опублікована книга «Родина Мандзоні» (італ. La famiglia Manzoni), есе про творчість поета Сандро Пенні та епістолярний роман «Місто — це дім» (італ. La città è la casa), «Серена Крус, або справжня справедливість» (італ. Serena Cruz o la vera giustizia).
Письменниця померла 7 жовтня 1991 року у Римі, за кілька днів до смерті закінчивши переклад роману Гі де Мопассана «Життя». В 1999 році була посмертно опублікована книга «Важко говорити про себе» (італ. È difficile parlare di sé), яка була складена з її радіоінтерв'ю.

## Нагороди та премії
- 1952 — Премія Шарля Вейона в галузі італійської мови за Tutti i nostri ieri[14][15]
- 1963 — Премія Стрега за Lessico famigliare
- 1984 — Премія Багутта за La famiglia Manzoni
- 1991 — член Американської академії мистецтв та науки[16]

## Творчість

### Романи та повісті
- La strada che va in città (1942)
- È stato così (1947)
- Tutti i nostri ieri (1952)
- Valentino (1957)
- Sagittario (1957)
- Le voci della sera (1961)
- Lessico famigliare (1963)
- Caro Michele (1973)
- Famiglia (1977)
- La famiglia Manzoni (1983)
- La città e la casa (1984)

### Есе
- Le piccole virtù (1962)
- Mai devi domandarmi (1970)
- Vita immaginaria (1974)
- Serena Cruz o la vera giustizia (1990)
- È difficile parlare di sé (1999)

### Драматичні твори
- Ti ho sposato per allegria (1966)
- Fragola e panna (1966)
- La segretaria (1967)
- L'inserzione (1968)
- Mai devi domandarmi (1970)
- La porta sbagliata (1968)
- Paese di mare (1968)
- Dialogo (1970)
- La parrucca (1973)
- L'intervista (1988)